# National Association of Colored Women's Clubs
National Association of Colored Women's Clubs (NACWC) tidigare National Association of Colored Women (NACW) är en amerikansk organisation för färgade kvinnor, grundad 1896. 
Det var den första paraplyorganisationen för färgade kvinnors föreningar i USA, och har setts som den förening som samordnade den splittrade kvinnorörelsen för färgade kvinnor i USA. 

## Historik
1895 deltog 42 afro-amerikanska kvinnoorganisationer i den första konferensen för färgade kvinnor, First National Conference of the Colored Women of America. På denna konferens bildades National Federation of Afro-American Women (NFAAW), som året därpå höll First Annual Convention of the National Federation of Afro-American Women i Washington. 
NACWC grundades på First Annual Convention of the National Federation of Afro-American Women i Washington, där flera mindre organisationer för färgade kvinnor deltog. Tre föreningar, National Federation of Afro-American Women, Woman's Era Club och Colored Women's League, bildade sedan på förslag av Josephine St. Pierre Ruffin en paraplygorganisation, med namnet National Association of Colored Women (NACW), under Mary Church Terrells ordförandeskap. Organisationen bytte namn till National Association of Colored Women's Clubs (NACWC) år 1904. Organisationen höll sedan flera kongresser efter den första.  
NACWC fick regionala motsvarigheter som Northeastern Federation of Colored Women's Clubs (1896) och California State Federation of Colored Women's Clubs (1906). 
NACWC engagerade sig i kampen för kvinnlig rösträtt, mot lynchning och i medborgarrättsrörelsen mot Jim Crow-lagarna. 